# 10000 (szám)
A szócikk címe technikai okok miatt pontatlan. A helyes cím: 10 000.
A 10 000 (tízezer) természetes szám, amely a 9999 után és a 10 001 előtt áll. Nevezik miriádnak is. A 100 négyzete. Tíz negyedik hatványa.
Unicode-ban X és ↂ a karakterei.
Praktikus szám.
Egyetlen szám valódiosztó-összegeként áll elő.

## Egyéb területen

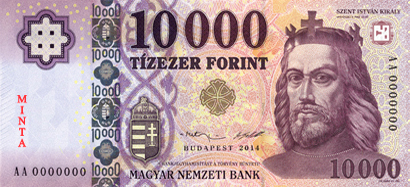
Tízezer forintos magyar pénzjegy

- Kósa Ferenc 1967-ben készült Tízezer nap c. filmdrámája
- Az Omega együttes 1969-ben megjelent második magyar nagylemezének címe 10000 lépés.
- 1972-ben készült a The Ruling Class c. film, melynek magyar címe A felső tízezer.
- Az alaszkai Katmai Nemzeti Parkban található Tízezer Füst Völgye.
- Az ország leggazdagabb rétegét szokás felső tízezernek hívni.
- A 10 000 forintos a magyar forint második legnagyobb címlete.

## Lásd még
- A tíz hatványai